# Phyllodactylus
Phyllodactylus este un gen de șopârle din familia Gekkonidae.

## Specii[1]
- Phyllodactylus angelensis
- Phyllodactylus angustidigitus
- Phyllodactylus apricus
- Phyllodactylus barringtonensis
- Phyllodactylus baurii
- Phyllodactylus bordai
- Phyllodactylus bugastrolepis
- Phyllodactylus clinatus
- Phyllodactylus darwini
- Phyllodactylus davisi
- Phyllodactylus delcampoi
- Phyllodactylus dixoni
- Phyllodactylus duellmani
- Phyllodactylus galapagensis
- Phyllodactylus gerrhopygus
- Phyllodactylus gilberti
- Phyllodactylus heterurus
- Phyllodactylus homolepidurus
- Phyllodactylus inaequalis
- Phyllodactylus insularis
- Phyllodactylus interandinus
- Phyllodactylus johnwrighti
- Phyllodactylus julieni
- Phyllodactylus kofordi
- Phyllodactylus lanei
- Phyllodactylus leei
- Phyllodactylus lepidopygus
- Phyllodactylus martini
- Phyllodactylus microphyllus
- Phyllodactylus muralis
- Phyllodactylus nocticolus
- Phyllodactylus palmeus
- Phyllodactylus partidus
- Phyllodactylus paucituberculatus
- Phyllodactylus pulcher
- Phyllodactylus pumilius
- Phyllodactylus reissii
- Phyllodactylus rutteni
- Phyllodactylus santacruzensis
- Phyllodactylus sentosus
- Phyllodactylus tinklei
- Phyllodactylus transversalis
- Phyllodactylus tuberculosus
- Phyllodactylus unctus
- Phyllodactylus ventralis
- Phyllodactylus wirshingi
- Phyllodactylus xanti